# Montana Jordan
Montana Jordan (Longview, Texas, 8 de marzo de 2003)  es un actor estadounidense. Es conocido por su papel de Georgie Cooper en la serie de televisión Young Sheldon.

## Vida y carrera
Nacido en Longview, Texas, Jordan se crio en Ore City (Texas).
En octubre de 2015, Jordan fue elegido para su primer papel, siendo seleccionado para el papel de Jaden en la película dirigida por Jody Hill The Legacy of a Whitetail Deer Hunter, en la que Josh Brolin interpreta a su padre, Carrie Coon a su madre y Danny McBride interpreta a un amigo; fue lanzado en marzo de 2018.
En marzo de 2017, Jordan fue elegido como el hermano mayor de Sheldon Cooper, George "Georgie" Cooper, Jr. en el spin-off de The Big Bang Theory, Young Sheldon. Fue nominado a Mejor Actuación en una Serie de Televisión en el apartado Actor Adolescente de Reparto en los 39 Premios Young Artist.

## Filmografía
| Año             | Título                                | Rol                         | Notas                            |
| --------------- | ------------------------------------- | --------------------------- | -------------------------------- |
| 2017 – 2024     | Young Sheldon                         | George «Georgie» Cooper Jr. | Elenco principal; 141 episodios  |
| 2018            | The Legacy of a Whitetail Deer Hunter | Jaden Ferguson              |                                  |
| 2018            | The Big Bang Theory                   | George "Georgie" Cooper Jr. | Episodio: «The VCR Illumination» |
| 2024 – presente | Georgie & Mandy's First Marriage      | George «Georgie» Cooper Jr. | Protagonista                     |